# Louis Pilot
Louis Pilot (Esch-sur-Alzette, 11 de novembro de 1940 - Senningen, 16 de abril de 2016) foi um futebolista e treinador de futebol luxemburguês, considerado um dos melhores do grão-ducado.

## Carreira de jogador
Estreou profissionalmente no Fola Esch em 1957, aos 16 anos de idade. Destacou-se no futebol belga, tendo atuado por Standard de Liège (337 jogos e 36 gols) e Royal Antwerp (125 partidas e 8 gols). Deixou os gramados em 1978, quando jogava pelo R. Jet Bruxelles.
Pela Seleção Luxemburguesa, foram 49 jogos entre 1959 e 1971.

## Carreira de treinador
Pouco depois de encerrar a carreira, Pilot estreou como técnico justamente na Seleção Luxemburguesa, no lugar de Arthur Schoos. Exerceu o posto até 1984.
Ele ainda comandaria o Standard de Liège durante uma temporada, e treinou o Etzella Ettelbruck entre 1985 e 1988, e voltaria ao cargo em 1990.

## Reconhecimento da FIFA
Em 2003, o ex-meio-campista foi eleito pela FIFA o melhor jogador luxemburguês dos 50 anos da entidade.

## Morte
Pilot morreu em 16 de abril de 2016, aos 75 anos, vitimado por um problema cardíaco.